# Frances Ondiviela
Francisca Ondiviela Otero (née le 19 mai 1963, Grande Canarie, Iles Canaries), connue dans le monde artistique sous les pseudonymes de Frances Ondiviela et Pat Ondiviela, est une actrice espagnole. Sa carrière se déroule à la télévision mexicaine ou hispanique aux États-Unis.

## Biographie
Espagnole de naissance mais mexicaine de cœur, comme elle se définit elle-même, Frances Ondiviela a fait sensation à cause de sa beauté particulière et son professionnalisme sur les scènes latino-américaines.
À partir de 1980, année où elle est couronnée Miss Espagne, elle fait partie de l'équipe artistique de différentes productions au cinéma, au théâtre et à la télévision. Elle joue dans des telenovelas, en majorité mexicaines. Frances étudie le mannequinat et les arts dramatiques.
Frances a deux enfants appelés Natalia (née en 1987) et Emiliano (né en 1995) tous deux nés au Mexique.

## Filmographie

### Telenovelas
- 1988-1990 : Hora marcada : La mujer de negro / Alondra Arroyo
- 1989 : Simplemente María : Natalia Preciado
- 1990 : Alcanzar una estrella : Lola
- 1991 : La pícara soñadora : Detective Altavaz
- 1992 : El abuelo y yo : Fernanda Irigoyen de Díaz-Uribe
- 1992 : Carrusel de las Américas
- 1993 : Entre la vida y la muerte : Ivonne del Castillo
- 1994 : Marimar : Brenda Icaza
- 1995 : Bajo un mismo rostro : Melissa Papandreu
- 1996 : María la del barrio : Cecilia
- 1997 : Luz Clarita : Barbara Vda. de Lomelí
- 1998 : Salud, dinero y amor : Adriana Rivas Cacho
- 1999 : Noche de paz : Chantal Pinuet
- 2000 : Alma rebelde : Isabela
- 2001 : Siempre te amaré : Violeta Arismendi de Garay
- 2002 : Gata salvaje : Maria Julia Rodríguez
- 2003 : Amor real : Marie De la Roquette
- 2004 : Mujer de madera : Georgina Barrenechea
- 2005 : Contra viento y marea : Licenciada Mendoza
- 2005 : La madrastra
- 2006 : La plus belle des laides (La fea más bella) : Diana Medina
- 2007 : Acorralada : Octavia Alarcón de Irazabal / Alicia
- 2007 : Tormenta en el paraíso : Maria Teresa Bravo
- 2009 : Hasta que el dinero nos separe : Rosaura Suárez de De la Grana "La casada"
- 2010 : Eva Luna : Deborah Aldana
- 2012 : Un refugio para el amor : Julieta "July" Vda de Villavicencio
- 2012 : Rosario : Teresa Martinez
- 2013 : Santa diabla : Victoria Colleti
- 2014 : Voltea pa' que te enamores : Pilar Amezcua

### Films
- 1994 : Perfume, efecto inmediato
- 1983 : El Cid cabreador
- 1983 : Juana la Loca... de vez en cuando
- 1983 : J.R. contraataca
- 1983 : Cris de panique (Latidos de pánico)
- 1982 : Jugando con la muerte